# Il padre di famiglia
Il padre di famiglia è un film del 1967 diretto da Nanni Loy.

## Trama
Marco e Paola, architetti, si conoscono e si sposano nel dopoguerra. Pur amandosi sono di vedute e mentalità differenti, ma presto Paola resta affascinata dalle idee socialiste e progressiste del marito. La donna lascia il lavoro per dedicarsi ai quattro figli e Marco, sentendosi trascurato, coltiva una relazione con una collega. Dopo varie difficoltà nel crescere i bambini (con il cosiddetto metodo Montessori), Paola viene ricoverata per un esaurimento nervoso, mentre Marco, torna alla propria famiglia, dopo una breve avventura sentimentale con un'avvenente ma superficiale amica di gioventù. Nell'ultima scena, alla richiesta di un funzionario del censimento se sia lui il capofamiglia, Marco non sa rispondere.

## Produzione

### Cast
Il ruolo dell'anziano anarchico Romeo era stato assegnato originariamente a Totò, il quale però morì poco dopo l'inizio delle riprese. L'unica scena che riuscì a registrare fu quella del funerale del padre di Marco, girata a Roma il 13 aprile 1967 (Totò morì due giorni dopo, il 15 aprile), presso la chiesa di Santa Maria delle Grazie alle Fornaci.
Per colmarne il ruolo vacante, la produzione scritturò dunque Ugo Tognazzi. Come si evince da alcune foto di scena, alcune riprese e primi piani del funerale (quali quello del "saluto" alla bara), poi rifatte con Tognazzi, vedevano all'origine Totò, anche se è impossibile appurarne quantità e completezza. Il materiale infatti - dopo il taglio effettuato in fase di montaggio - risulta ad oggi ormai perduto. Tuttavia, a causa degli elevati costi impiegati per le comparse e per rendere omaggio alla memoria di Totò, la sua presenza è rimasta immortalata in due brevi fotogrammi delle scene di gruppo del funerale.

## Curiosità
Il film, insieme a Capriccio all'italiana, costituisce l'ultima pellicola cinematografica in cui appare Totò anche se non accreditato.